# Cenopis
Cenopis is een geslacht van vlinders van de familie bladrollers (Tortricidae), uit de onderfamilie Tortricinae.

## Soorten
- C. acerivorana (Mackay, 1952)
- C. pettitana (Robinson, 1869)